# Adolf Wiklund
Adolf Jacob Wiklund (19. december 1921 i Rossön – 21. september 1970) var en svensk skiskytte. 
Han vandt historiens første VM i skiskydning i 1958 i østrigske Saalfelden. Han løb også første etape på det svenske hold, som vandt VM-stafetten, som dog endnu ikke var blevet officiel VM-disciplin. 